# Marta Domínguez
Marta Domínguez Azpeleta, španska atletinja, * 3. november 1975, Palencia, Španija.
Nastopila je na poletnih olimpijskih igrah v letih 1996, 2000, 2008 in 2012, leta 2008 je odstopila v finalu teka na 3000 m z zaprekami. Na svetovnih prvenstvih je osvojila dve srebrni medalji v teku na 5000 m, na svetovnih dvoranskih prvenstvih srebrno medaljo v teku na 3000 m, na evropskih prvenstvih dve zlati in bronasto medaljo v teku na 5000 m, na evropskih dvoranskih prvenstvih pa zlato, srebrno in tri bronaste medalje v teku na 3000 m. Leta 2013 je prejela triletno prepoved nastopanja zaradi dopinga in izgubila naslov svetovne prvakinje in evropske podprvakinje v teku na 3000 m z zaprekami.